# 新屋駅 (群馬県)
新屋駅（あらやえき）は、群馬県前橋市粕川町新屋にある上毛電気鉄道上毛線の駅である。

## 歴史
- 1928年（昭和3年）11月10日 - 開業[1]。

## 駅構造
単式ホーム1面1線を有する地上駅。無人駅である。

## 利用状況
1日の平均乗降人員は以下の通りである。
| 1日乗降人員推移 | 1日乗降人員推移 |
| 年度            | 1日平均人数     |
| --------------- | --------------- |
| 2011年          | 220             |
| 2012年          | 246             |
| 2013年          | 227             |
| 2014年          | 224             |
| 2015年          | 243             |
| 2016年          | 239             |
| 2017年          | 203             |
| 2018年          | 180             |

## 駅周辺
住宅地に隣接している。
- 南蔵院
- 吉松医院
- アバンセ 粕川店

## 隣の駅
上毛電気鉄道
■上毛線
北原駅 - 新屋駅 - 粕川駅